# يوهانس زويت
يوهانس زويت (12 أكتوبر 1908 – 7 سبتمبر 1992) هو مبارز بالسيف هولندي راحل، مثّل بلاده في الألعاب الأولمبية الصيفية 1948.

## روابط رياضية
يوهانس زويت على موقع أوليمبيديا (الإنجليزية)